# Al Jawf (provincie)
Al Jawf (Arabisch: الجوف) is en provincie in het noorden van Saoedi-Arabië aan de grens met Jordanië. De hoofdstad is Al Jawf. De provincie is 100.212 km² groot en had in 2004 361.676 inwoners
Al Bahah · Al Hudud ash Shamaliyah · Al Jawf · Al Qasim · Ash-Sharqiyah · Asir · Hail · Jizan · Medina · Mekka · Najran · Riyad · Tabuk